# 松平乗武
松平 乗武（まつだいら のりたけ、1919年（大正8年）10月26日 - 1945年（昭和20年）5月29日）は、日本の海軍軍人（海軍大尉）。岩村松平家9代当主・子爵松平乗長の次男。10代当主・松平乗文の弟。鷹司家28代当主・鷹司尚武の父。妻は鷹司信輔の次女・章子（ふみこ）。
学習院高等科、京都帝国大学経済学部卒業。1942年（昭和17年）9月、海軍予備学生となり、東港海軍航空隊に入隊。1943年（昭和18年）4月、海軍機雷学校に入校。1945年（昭和20年）2月20日、海軍対潜学校特修科学生となり、5月29日、総合実習のため附属艇第一敷設艇（曳船公称第七七六号）に乗船し、千葉県安房郡富崎村（現・館山市）布良沖を航行中、アメリカ軍のB-24機と交戦し、左舷に至近弾を受けて沈没、戦死。25歳没。墓は東京都台東区谷中の谷中霊園にある。